# Colom imperial de Zoë
El colom imperial de Zoë (Ducula zoeae) és una espècie d'ocell de la família dels colúmbids (Columbidae) que habita els boscos de Nova Guinea, illes Aru, Raja Ampat, illa Yapen i algunes illes dels arxipèlags D'Entrecasteaux i Louisiade.